# Mobility
Mobility è l'EP di debutto del musicista di musica elettronica, Moby, pubblicato nel 1990 come primo singolo dal suo album Instinct Dance. Non è riuscito ad entrare in classifica e l'unica casa discografica a pubblicarlo fu proprio la Instinct Records.
Le tracce, esclusa Go, sono in puro stile ambient, arricchito anche con alcune drum machine. Questo metodo compositivo di brani in questo stile sarà utilizzato anche per il futuro album del musicista: Ambient
La traccia Go è una versione da discoteca dell'omonimo brano che verrà pubblicato nel primo album di Moby del 1992.

## Tracce
Tutti i brani sono stati composti, arrangiati, eseguiti, mixati e prodotti da Richard melville Hall.

### Lato A
1. Mobility - 6:11
2. Mobility (Aquamix) - 4:35

### Lato B
1. Go - 6:15
2. Time Segnature - 4:10